# ロバート・ホワイティング
ロバート・ホワイティング（英語: Robert Whiting , 1942年10月24日 - ）は、日本の野球や日本で活動するアメリカ人ギャングなどの現代の日本文化に関するいくつもの成功した本を書いたアメリカ合衆国ニュージャージー州生まれのベストセラー作家兼ジャーナリストである。野球をおもなテーマとして日本人論、日米比較文化論を展開している。
1962年にアメリカ空軍諜報部員として訪日して以来、日本野球や日本の裏社会についての著作や講演をしており、合わせて30年以上日本で生活を送る。現在は日本とカリフォルニア州の自宅を行き来している。

## 経歴
アメリカ合衆国のニュージャージー州に生まれ、カリフォルニア州ユーレカで育った。
ハンボルト州立大学を落第した後にアメリカ空軍に入隊し、電子諜報部員として日本の府中のアメリカ軍基地に赴任する。
除隊する際にアメリカ国家安全保障局（NSA）で働く機会を提供されたが断り、政治学を学ぶために上智大学へ入学した。
復員兵援護法の支援を受けながら通学し、在学中にアメリカへ赴任予定だった読売新聞社勤務の渡邉恒雄に英語を教える家庭教師のアルバイトをした。自由民主党の派閥をテーマとした卒業論文を書き、1969年に学位を取得して上智大学を卒業した。
1972年まで『ブリタニカ百科事典』日本版の編集者として刊行作業に携わり、その後に「ガイジンであることにうんざり」したのでニューヨークに移って人材派遣会社で働きながら、野球を通じて日米の根本的な違いを指摘した本『The Chrysanthemum and the bat: The game Japanese play』（1977年）を執筆した。さらにその後、フリージャーナリストになる前にアメリカの出版社、タイムライフの日本支社に1年ほど勤務した。

## 著作活動
ホワイティングの野球に関する代表作として『The Chrysanthemum and the bat: The game Japanese play』（1977年）、『You Gotta Have Wa』（1989年）、『Slugging It Out In Japan: An American Major Leaguer in the Tokyo Outfield』（1991年）、『The Meaning of Ichiro: The New Wave from Japan and the Transformation of Our National Pastime』（2004年）があげられる。この4作品はいずれも日本語版も出版されている。
『You Gotta Have Wa』は野球というスポーツを通して日本の文化についての理解を深めるために書いた著作である。「ブック・オブ・ザ・マンス・クラブ・セレクション」に選出された。『サンフランシスコ・クロニクル』が史上最も優れたスポーツ著作の候補の一つと評したように優秀な野球著作と考えられており、ホワイティングの他のスポーツ著作にも見られることであるが、日本に関するはるかに大きな問題を吟味する。デイヴィッド・ハルバースタムは「（You Gotta Have Waに書かれてあることは）日米関係のほぼすべての特質に当てはまる」と指摘した。この本は「ピュリッツァー賞」にもノミネートされ、ハーバード大学やスタンフォード大学などアメリカの大学の日本について研究する多くの学科で必読書となった。ハードカバーやトレード・ペーパーバックで23刷12万5千部を売り上げた。日本語に翻訳されて日本では『和をもって日本となす』の題名で角川書店から出版された。1991年9月には雑誌『本の話』がまとめたこれまでに日本で出版された最高のノンフィクション書籍のリストの中の一冊として登場した。さらには中国語版や韓国語版など、世界的に40万部を売り上げた。
『The Chrysanthemum and the bat: The game Japanese play』は『タイム』の「今年最高のスポーツ著作」に選ばれた。日本では『菊とバット』のタイトルの題名でサイマル出版会から出版され、2005年に早川書房から再版された。
ウォーレン・クロマティの自伝『Slugging It Out In Japan: An American Major Leaguer in the Tokyo Outfield』ではホワイティングが共同執筆者として名を連ねた。ニューヨーク公共図書館より教育的価値の高さをたたえられて賞を授与された。日本では『さらばサムライ野球』の題名で講談社から出版され、ハードカバーで19万部を売り上げた。
『The Meaning of Ichiro: The New Wave from Japan and the Transformation of Our National Pastime』は2004年にワーナーブックスから出版され、『スポーツ・イラストレイテッド』に抜粋された。そして2万5千部を売り上げた。日本では『イチロー革命―日本人メジャー・リーガーとベースボール新時代』の題名で早川書房から出版され、多くのベストセラーリストに登場した。同書の改訂版と更新版である『The Samurai Way of Baseball: The Impact of Ichiro and the New Wave from Japan』は2005年にワーナーブックスからトレード・ペーパーバック形式で出版された。
ホワイティングの最も人気のある著作となったノンフィクションの『Tokyo Underworld: The Fast Times and Hard Life of an American Gangster in Japan』はニック・ザペッティという元アメリカ兵でピザのレストラン「ニコラス」を経営しながら戦後日本の裏社会で暗躍したギャングの話をもとに、日本の政財界や暴力団組織の暗黒面を綴ったもので、ノンフィクションとしては異例の20万部を越えるベストセラーとなった。2001年にはハリウッドの大手映画スタジオであるドリームワークスが映画化権を取得した。監督は『レイジング・ブル』『タクシードライバー』『ディパーテッド』のマーティン・スコセッシ、『グッドフェローズ』のジョー・ペシ主演で企画されている。日本では『東京アンダーワールド』の題名で角川書店から出版されて東京の多くのリストのベストセラーとなっただけでなく、日本のみでハードカバーとペーパーバックで30万部以上を売り上げた。また、学者ジェフ・キングストンが執筆した記事で日本のトップ10の本の一冊に選ばれている。
『東京アンダーワールド』の続編にあたる『東京アウトサイダーズ』は日本の裏社会で暗躍する外国人犯罪者について取り上げており、先に日本で出版されている。英語版の出版も現在計画中である。
ホワイティングは戦後日本の特性に関する新たな本を執筆している最中である。「15万語の下書きが手元にある」と述べている。「残念ながら私は間違った15万を選んでしまった。今、後戻りして正しいものと取り替えなければならない」彼は出版前にすべての本を複数回書き換えると述べた。
ホワイティングの著書は日本で20冊以上出版されており、その内容の大部分が彼が書いたコラムや記事のコレクションより抜粋されたものである。彼は講談社から出版された漫画雑誌『モーニング』で連載された『REGGIE』と題する日本の「ガイジン」プロ野球選手に関する漫画シリーズの原作を執筆しており、グラフィックノベル形式で75万部を売り上げた。
ホワイティングの最新作はメジャーリーグベースボール（MLB）に挑戦して1995年ナショナルリーグのルーキー・オブ・ザ・イヤーに輝いた日本の投手、野茂英雄の伝記である。2011年に日本のPHP研究所から出版された（ホワイティングは日本プロ野球（NPB）の歴史は「野茂以前」と「野茂以後」の時代に分けることができるとの持論を展開しており、その功績をたたえている）。
ホワイティングのコラムは『ニューヨーク・タイムズ』、『スミソニアン』、『スポーツ・イラストレイテッド』、『ニューズウィーク』、『タイム』、『USニューズ&ワールド・レポート』などさまざまな雑誌に掲載されている。また、日本では1979年から1985年まで『デイリースポーツ』のコラムニストを務め、1988年から1992年まで人気週刊雑誌『週刊朝日』においてコラムを連載していた。1990年から1993年までは日本トップクラスのニュース番組『ニュースステーション』の記者/解説者であった。2007年以降は日本の代表的な夕刊紙『夕刊フジ』において週刊コラムを連載している。彼はNPBとMLBの両方に影響を与える現在の問題について幅広く書いており、その中には『ジャパンタイムズ』に掲載された王貞治、トレイ・ヒルマン、ボビー・バレンタイン、野茂英雄に関する4部構成の綿密なシリーズも含まれる。
2011年10月に、才能はあるが問題を抱えて2か月前にカリフォルニア州で自殺した日本人投手、伊良部秀輝について『ジャパンタイムズ』において3回にわたるコラムを連載した。
グローバリゼーションへの転換期を迎え、国境を越えたスポーツの流れを探求する専門家の一人である。彼はどういうふうに文化が野球の試合に影響を与えてきたかについてだけでなく、野球の試合がどのように影響を助長し、世界中のアイデンティティを形成してきたかについても調べている。また、日本の権力構造におけるヤクザの影響や第二次世界大戦後の日米関係の暗部について洞察に満ちた解説を行っている。
2013年にネブラスカ大学出版から出版された『501 Baseball Books Fans Must Read Before They Die』には、ホワイティングの著作の『You Gotta Have Wa』（邦題：『和をもって日本となす』）と『Slugging It Out in Japan』（邦題：『さらばサムライ野球』）が登場する。

## 論争

### 読売巨人軍フロントとの対立と東京ドームへの立ち入り禁止
ホワイティングは日本の雑誌『ペントハウス』に読売ジャイアンツの球団フロントを批判するウォーレン・クロマティのインタビュー内容を公表した後、1987年より2年間東京ドームへの立ち入りを禁じられた。巨人が観客動員数を偽って発表していることを示す彼の調査報告が『週刊朝日』に掲載された後の1990年には「もう、二度といらしていただかなくて結構です」と、無期限でドームへの立ち入りを禁じられた。読売のフロントは東京ドームで行われた巨人の全主催試合は満員の56,000人の観客を集めたことを主張していた。しかしながら、ホワイティングは座席数を実測してこれが42,761であることを確認、さらにいくつかの巨人の試合で立ち見の観客が平均して3,500人程度であることも確認し、東京ドームで開催される野球の試合の最多観客動員数が46,000人をゆうに上回るのは実際には不可能であることを実証した。ニューヨーク・ヤンキース対タンパベイ・デビルレイズのMLB開幕戦をカバーするレポーターとして再び東京ドームを訪れたのはそれから14年後、2004年のことであった。

### イチローのMLB初年度成績予想
『文藝春秋』の2000年12月号において、「イチロー君大リーグは甘くないぞ」と題してイチローがMLBでは通用しないと断言し、MLB初年度の成績について「最終的に打率.285　ホームラン11本 盗塁25と答えておこう。」とし、さらに「イチロー自身も『あーあ、アメリカにこなければ今ごろはまだ日本のスーパースターでいられたのに』と後悔しているかもしれない。来年の今ごろ、僕がこの誌面で平謝りに謝っているかどうか、忘れずにチェックしてほしい。」とセンセーショナルなコラムを書いている。
この自身の記事については、「世界に通用する素晴らしい肩を持つ外野手なら、何も問題のない数字だろう」という意味だったと後付けの弁明をしている。しかし、前述のコラムにあった「平謝り」は一切しておらず、自身の非を認めなかった。

## その他の専門的な活動
作家としての活動の他に、ウォートン・スクール、スタンフォード大学、テンプル大学、オクシデンタル大学、ミシガン州立大学、国際文化会館、在日米国商工会議所、ジャパン・ソサエティーなどで講演を行っている。また、日本に関する多数のドキュメンタリーに出演しており、アメリカではCNNの『ラリー・キング・ライブ』、ESPNの『スポーツセントラル』、HBOの『リアルスポーツ』、ABCニュースの『ナイトライン』、NPRの『オールシングス・コンシダード』、PBSの『マクニール・レーラー・ニュースアワー』NOBORDER NEWS TOKYOの『情熱報道ライブ「ニューズ・オプエド®」』といった番組に出演している。
2015年7月19日には「Robert Whiting's Japan.」と題する自身の週刊ポッドキャストを立ち上げた。これはSoundCloud上とiTunes経由で入手可能である。
2025年現在は日本のスポーツ、ビジネス、政治に関するメールマガジンを定期的に配信。

## 家族
ホワイティングは国際連合難民高等弁務官事務所（UNHCR）の職員を2007年に退任した女性と結婚している。東京や鎌倉、ニューヨークに拠点を構えるほか、1983年以後は夫人の赴任に伴ってジュネーブ、パリ、モガディシュ、カラチ、タンジュン・ピナン（インドネシア）、ダッカ、ストックホルムと世界各地で暮らした。特に長期滞在したのはロサンゼルス、サンフランシスコ、シアトル、ワシントンＤＣ、ホノルル、香港、シンガポール、バンコクなどをあげている。夫人の退任後は、二年間、鎌倉市の自宅で暮らしたのち、2009年に東京都豊洲の高層マンションに転居した。

## 代理人
ホワイティングの著作権エージェントはICMパートナーズのアマンダ・アーバンが務める。

## 番組出演
- 情熱報道ライブ「ニューズ・オプエド®」（NOBORDER NEWS TOKYO）

## 著書
- 『菊とバット―プロ野球にみるニッポンスタイル』（訳者は鈴木武樹。1977年、ISBN 978-4377403787）
- 『拝啓日本プロ野球』（訳者は松本正志。1985年、ISBN 978-4870310186）
- 『ニッポン野球は永久に不滅です』（訳者は松井みどり。1985年、ISBN 978-4480050595）
- 『ジェシーとサリー―ガイジン力士物語』（訳者は松井みどり。1986年、ISBN 978-4480870995）
- 『ガイジン力士物語―小錦と高見山』（訳者は松井みどり。1989年、ISBN 978-4480023391）
- 『和をもって日本となす』（訳者は玉木正之。1990年、ISBN 978-4047911819）
- 『日米野球摩擦』（訳者は松井みどり。1990年、ISBN 978-4022561183）
- 『さらばサムライ野球』（訳者は松井みどり。ウォーレン・クロマティとの共著。1991年、ISBN 978-4062042451）
- 『ベースボール・ジャンキー』（訳者は松井みどり。1991年、ISBN 978-4022562692）
- 『ベースボールと野球道―日米間の誤解を示す400の事実』（玉木正之との共著。1991年、ISBN 978-4061490529）
- 『TOKYOジャンキー(東京中毒)』（訳者は松井みどり。1993年、ISBN 978-4022565792）
- 『日出づる国の「奴隷野球」―憎まれた代理人・団野村の闘い』（訳者は松井みどり。1999年、ISBN 978-4163556802）
- 『東京アンダーワールド』（訳者は松井みどり。2000年、ISBN 978-4047913493）
- 『東京アウトサイダーズ ― 東京アンダーワールド2』（訳者は松井みどり。2002年、ISBN 978-4047914100）
- 『海を越えた挑戦者たち』（訳者は松井みどり。2002年、ISBN 978-4042471042）
- 『イチロー革命―日本人メジャー・リーガーとベースボール新時代』（訳者は松井みどり。2004年、ISBN 978-4152085993）
- 『野球はベースボールを超えたのか』（訳者は松井みどり。2006年、ISBN 978-4480687364）
- 『世界野球革命』（訳者は松井みどり。2007年、ISBN 978-4150503192）
- 『サクラと星条旗』（訳者は阿部耕三。2008年、ISBN 978-4152088970）
- 『メジャーリーグとても信じられない話』（訳者は松井みどり。2008年、ISBN 978-4163706504）
- 『ボブさんの誰にも書けないベースボール事件簿 』（訳者は阿部耕三。2009年、ISBN 978-4042471066）
- 『新・イチロー伝説』（芝山幹郎との共著、2009年、ISBN 978-4583102016）
- 『野茂英雄―日米の野球をどう変えたか』（訳者は松井みどり。2011年、ISBN 978-4569793092）
- 『ふたつのオリンピック　東京1964／2020』（訳者は玉木正之。2018年、ISBN 978-4044002183）
- 『なぜ大谷翔平はメジャーを沸かせるのか』（訳者は阿部耕三、ＮＨＫ出版新書、2019/3/11）

漫画『REGGIE』の原作をGUY JEANS名義で担当している。また、ライアン・コネルがアメリカで発売した『Tabloid Tokyo』という本に紹介文を載せている。